# Borneoniltava
De borneoniltava (Cyornis superbus) is een zangvogel uit de familie Muscicapidae (vliegenvangers). Het is een schaarse, endemische zangvogel van het eiland Borneo.

## Herkenning
De vogel is 15 cm lang en lijkt sterk op de Maleise niltava en de breedsnavelniltava. Het mannetje van de borneoniltava is echter iets groter en het blauw op de rug, dat doorloopt tot op de kruin, is helderder en de keel en borst zijn oranjebruin, terwijl bij de breedsnavelniltava de keel lichter is. Het vrouwtje is van boven grijsbruin en van onder oranjebruin, met een lichte ring om het oog. Beide geslachten hebben een donker oog, zwarte snavel en blauwgrijze poten.

## Verspreiding en leefgebied
Deze soort is endemisch op het eiland Borneo (Kalimantan, Oost-Maleisië en Brunei). Het is een schaarse vogel waarover weinig bekend is en die zich ophoudt in ongerept montaan tropisch bos of oud secundair bos in heuvelland tussen de 600 en hoogstens 1600 m boven zeeniveau, gewoonlijk in ondergroei in de buurt van water. In lager gelegen bos komt vaker de Maleise niltava in dit type leefgebied voor.

## Status
De borneoniltava heeft een groot verspreidingsgebied en daardoor is de kans op de status  kwetsbaar (voor uitsterven) gering. Er is betrekkelijk weinig over de vogel bekend en de grootte van de wereldpopulatie is niet gekwantificeerd. Over trends in aantallen is daardoor niets bekend. Om deze redenen staat deze vliegenvanger als niet bedreigd op de Rode Lijst van de IUCN.